# ورزشگاه تکریت
ورزشگاه تکریت ورزشگاهی چندکاربردی در شهر تکریت عراق می‌باشد. امروزه از آن بیشتر برای برپایی مسابقه‌های فوتبال و به عنوان ورزشگاه خانگی باشگاه فوتبال صلاح‌الدین استفاده می‌شود. این ورزشگاه گنجایش ۱۰۰۰۰ نفر تماشاچی را دارد.